# 維也納地鐵1號線
維也納地鐵1號線（德語：U-Bahn-Linie U1 Wien）是奧地利維也納的一條地鐵路線，開業於1978年2月25日。維也納地鐵1號線的延伸段于2006年9月2日通車。維也納地鐵1號線目前共有24个车站，全长19.3公里。

## 外部連結
- 维基共享资源上的相關多媒體資源：維也納地鐵1號線